# Sárkánytánc

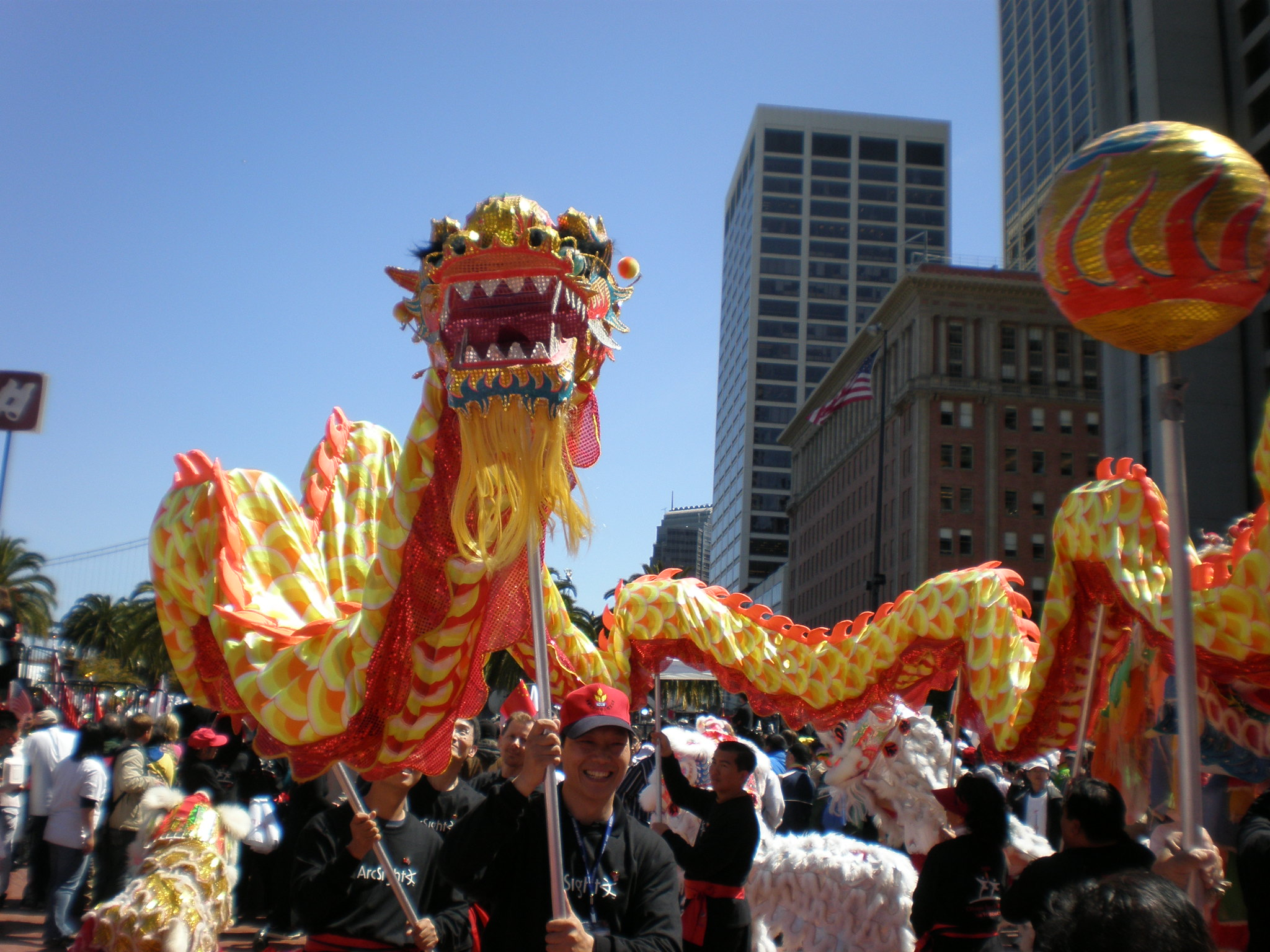
Sárkánytánc-bemutató San Franciscóban

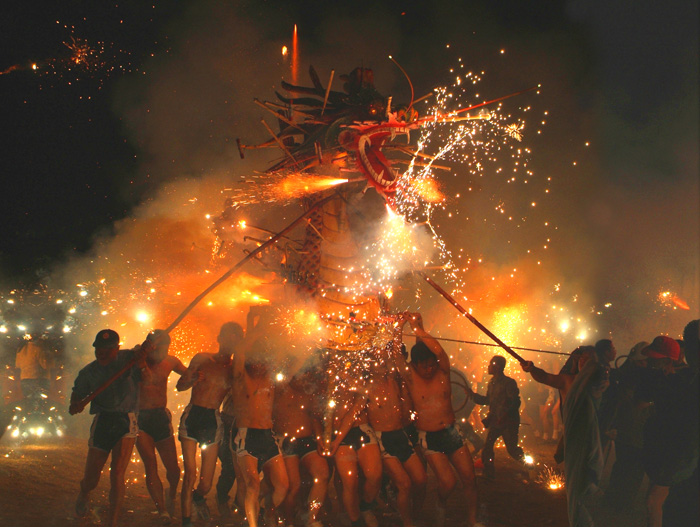
Tűzsárkánytánc

A sárkánytánc (egyszerűsített kínai: 舞龙, hagyományos kínai: 舞龍, pinjin: wǔ lóng, magyaros átírással: vu lung) egy hagyományos kínai tánc, melyet ünnepségek (például a kínai újév, a lampionfesztivál stb.) alkalmából adnak elő. A sárkány több mint kétezer éve a kínai nép talizmánállata, többféle hiedelem is kapcsolódik hozzá. A sárkánytánc a néphagyomány szerint szerencsét hoz (minél hosszabb a sárkány, annál nagyobbat), elűzi az ártó szellemeket, segítségével lehet jó aratásért vagy kedvező időjárásért imádkozni. A sárkány egyben a bölcsesség és megfontoltság szimbóluma is.

## Jellemzői
A sárkánytánchoz több résztvevőre van szükség, mint az oroszlántánc esetében, minél hosszabb a sárkány, annál többen mozgatják, az igazán hosszú sárkányok akár a 100 métert is elérhetik. Hagyományosan a sárkány vázát fából vagy bambuszból készítik, de ma már gyakoribbak a könnyebb anyagból (alumínium, műanyag) készülő vázak. A vázat színes anyag borítja, az eleje egy nagyobb sárkányfejben végződik. A sárkány fejét és testét rudak segítségével mozgatják. A sárkány sokféle színű lehet, a zöld lehet az aratás szimbóluma, az arany és az ezüst a gazdagságé, a vörös pedig a szerencse és az ünneplés színe. A sárkányt egy táncos vezeti, aki egy gömbben végződő rudat tart a kezében, ez a „bölcsesség gyöngye”: a sárkányról úgy tartják, hogy a tudás és az életlátás követője.